# Nilssoniales
Le nilssoniali (Nilssoniales) sono un gruppo di piante estinte, appartenenti alle gimnosperme. Vissero tra il Triassico e il Cretaceo (230 - 120 milioni di anni fa). I loro resti sono stati ritrovati in gran parte del mondo, ma sono particolarmente abbondanti in alcuni giacimenti europei.

## Descrizione e classificazione
Le nilssoniali dovevano assomigliare vagamente alle attuali cicadali, e difatti alcuni autori preferiscono considerare le nilssoniali come una semplice famiglia (Nilssoniaceae) all'interno di quest'ultimo gruppo, soprattutto a causa della morfologia degli stomi fogliari (aplochelici). Il genere principale è Nilssonia, vissuto fra il Triassico e il Cretaceo, dotato di foglie lunghe e arrotolate, che potevano raggiungere i 60 centimetri. I coni maschili sono noti come Androstrobus, mentre quelli femminili sono noti come Beania.

## Posizione filogenetica
Cycadopsida
|  i. s.: Anomozamites
|         Antarcticycas
|         Michelilloa
|--Lagenostoma [Lagenostomales]
|    `--L. lomaxi
|--Trigonocarpus Brongniart 1828 [Trigonocarpales]
|--Nilssoniaceae [Nilssoniales]
```
  `--+--
Semionogyna
 
     `--
Cycadophyta
```